# Zeta Circini
Zeta Circini (ζ Circini, förkortat, Zeta Cir, ζ Cir), som är stjärnans Bayer-beteckning, är en ensam stjärna med en skenbar magnitud på 6,08 i Cirkelpassarens stjärnbild och är svagt synlig för blotta ögat där ljusföroreningar ej förekommer. Baserat på parallaxmätning inom Hipparcosuppdraget på ca 2,6 mas, beräknas den befinna sig på ett avstånd på ca 1 300 ljusår (ca 390 parsek) från solen.

## Egenskaper
Zeta Circini är en blå till vit stjärna i huvudserien av spektralklass B2/3 Vn, där "n"-suffixet står för breda ("diffusa") absorptionslinjer i spektret på grund av stjärnans snabba rotation. Den har en massa som är ca 5,5 gånger större än solens massa,  en radie som är ca 3,8 gånger större än solens och utsänder från dess fotosfär ca 600 gånger mera energi än solen vid en effektiv temperatur av ca 16 800 K.
Zeta Circini är en långsamt pulserande stjärna med en frekvens av 0,26877 dygn och en amplitud av 0,0046 magnitud. Den genomsnittliga kvadratiska fältstyrkan hos stjärnans longitudinella magnetfält är (1,06 ± 0,46) × 10-2 T.